# Výplň (kryptografie)
Výplň (i v českých textech se někdy používá anglické padding) je v kryptografii označení pro umělé rozšíření otevřeného textu, někdy náhodnými znaky, v jiných situacích naopak předepsaným způsobem. V období tradičních šifer představovalo vkládání náhodné výplně jednoduché opatření, které mělo útočníkovi zabránit snadno zpozorovat nějaké vzory stejné napříč různými stejně šifrovanými šifrovými texty na základě podobnosti otevřených textů. I tehdy, ale především s nástupem moderních šifer, se zároveň jedná o pomocnou záležitost umožňující použití blokových šifer pro zprávy, jejichž délka není dělitelná délkou bloku. Specifikace konkrétního algoritmu výplně může být i součástí specifikace provozního režimu blokových šifer.
Kromě šifer používají metody vkládání výplně i některé kryptografické hašovací funkce, které pracují na úrovni bloků (například ty, které jsou postavené pomocí Merkleovy-Damgårdovy konstrukce).
Příkladem široce používaného schématu výplně je OAEP.